# Мале Ігнатово
Мале Ігна́тово (рос. Малое Игнатово, ерз. Вишка Игнад веле) — присілок у складі Ардатовського району Мордовії, Росія. Входить до складу Сілінського сільського поселення.

## Населення
Населення — 35 осіб (2010; 71 у 2002).
Національний склад (станом на 2002 рік):
- мордва — 83 %